# The Idol of the North
The Idol of the North er en amerikansk stumfilm fra 1921 af Roy William Neill.

## Medvirkende
- Dorothy Dalton som Colette Brissac
- Edwin August som Martin Bates
- E. J. Ratcliffe som Lucky Folsom
- Riley Hatch som  Ham Devlin
- Jules Cowles som Wallace
- Florence St. Leonard
- Jessie Arnold
- Marguerite Marsh som Gloria Waldron
- Joe King som McNair